# Vivian Coralie
Vivian Coralie (ur. 11 marca 1962) – maurytyjski lekkoatleta.
W 1982 został mistrzem Mauritiusa na 400 m ppł z czasem 58,8 s.
W 1984 wystartował na igrzyskach olimpijskich w dziesięcioboju. Zajął ostatnie, 25. miejsce z wynikiem 6084 pkt.